# ジェンソン・ブルックスビー
ジェンソン・タイラー・ブルックスビー（Jenson Tyler Brooksby, 英語発音: /ˈʤɛnsən ˈtaɪlər ˈbrʊksˌbi/; 2000年10月26日 - ）は、アメリカ合衆国出身の男子プロテニス選手。ATPランキング自己最高位はシングルス33位。ダブルス1403位。ATPツアーでシングルス1勝を挙げている。身長193cm、体重83kg。右利き、バックハンドは両手打ち。愛称はJ.T.。7歳からJoseph Gilbertがコーチを務めている。

## 選手経歴

### 2018年 グランドスラム初出場

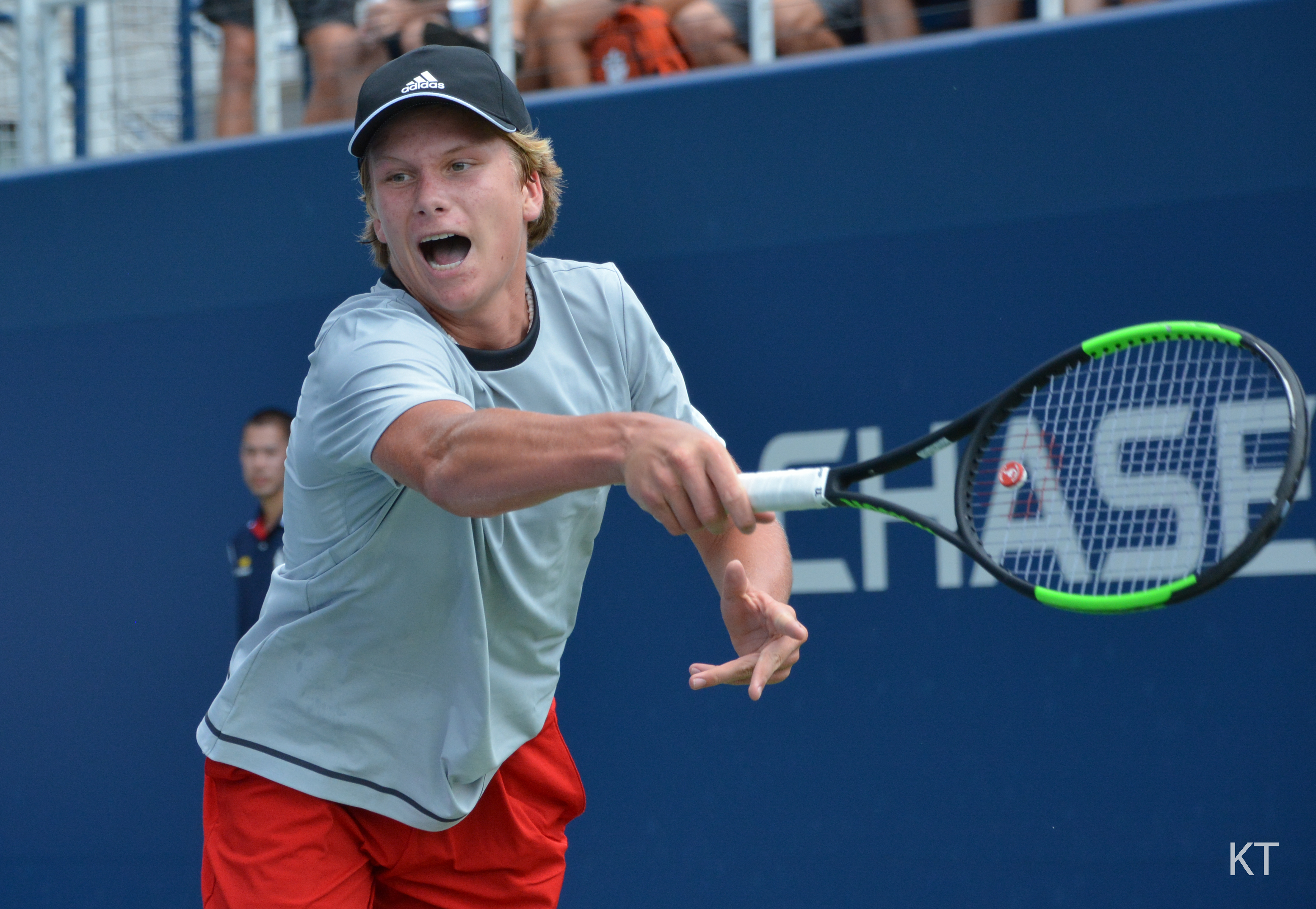
2018年全米オープンでのジェンソン・ブルックズビー

2018年のUSTAのアンダー18の全国大会でブランドン・ナカシマ下して優勝し、ワイルドカードとして全米オープンの出場権を獲得。同大会では1回戦でジョン・ミルマンに初戦敗退となった。年間最終ランキングは978位。

### 2019年 グランドスラム初勝利
全米オープン予選で内田海智、杉田祐一、ペドロ・マルティネスらを下して2年連続本戦入り。1回戦でトマーシュ・ベルディヒ (当時世界ランキング98位)を破り、グランドスラム初勝利を挙げた。2回戦でニコロズ・バシラシビリにストレートで敗れた。このバシラシビリとの試合で右腕を負傷。更に2019年12月に足の付け根を痛め、2020年シーズンは全休となった。2019年9月にベイラー大学に進学したが、2020年12月に大学を中退。年間最終ランキングは269位。

### 2021年 トップ100入り
2021年2月に下部ツアーで復帰すると、同月行われたポチェフストルーム・オープンでガバシビリを下しチャレンジャー初優勝を挙げる。更に3月のクリーブランド・チャレンジャーで準優勝、4月のオーランドとタラハシーのチャレンジャー大会でも優勝を挙げる。
5月の全仏オープンの予選で、シュテーベ、ヒュースラー、フルネスらを下し本戦進出。1回戦で第24シードのカラツェフにストレートで敗れた。
7月のテニス殿堂選手権で、ドンスコイ、クドラ、ゴヨフチク、トンプソンらを下してATPツアーで初めて決勝に進出。決勝ではケビン・アンダーソンと対戦し、0-2で敗れ準優勝となった。
8月のワシントン・オープンの準決勝でシナーに敗れベスト4となったが、この大会でATPシングルスランキング99位となり、トップ100入りを果たす。翌週のロジャーズ・カップでマスターズデビューを果たすが、1回戦でバシラシビリに1-2で敗れた。
9月の全米オープンでは、1回戦のマイケル・イマーを3-1、2回戦のフリッツも3-1で下す。3回戦で第21シードのカラツェフと対戦。フルセット・3時間50分に及ぶ試合の末、ブルックスビーが勝利を挙げた。続く4回戦で当時ランキング1位のジョコビッチと対戦。1セット目を先取するが、2セット目以降はジョコビッチがセットを取り敗れた。
10月のインディアンウェルズの1回戦でイルケルを下しマスターズ初勝利。2回戦で第3シードのズベレフと対戦し1-2で敗れた。同月のアントウェルペンで予選を突破すると、オペルカ、ファン・デ・ザンツフープ、ダビドビッチ・フォキナらを下し、準決勝でシュワルツマンに敗れベスト4。
11月のパリ・マスターズでは予選を突破するも、腹部のケガで本戦を棄権し、シーズンを終えた。
ATPシングルスランキングは、年始の310位から、年末は56位まで順位を上げた。この功績から、ATPはブルックスビーを2021年ニューカマー・オブ・ザ・イヤーの一人に選出した。年間最終ランキングは56位。

### 2022年 トップ50入り
1月、全豪オープンに出場予定であったが、COVID-19の陽性反応が検出されオーストラリアに入国出来なくなったため、大会を欠場した。
2月、ダラス・オープンではアンドレアス・セッピ、ジョーダン・トンプソン、マルコス・ギロンらを下し、2回目のATPツアー決勝進出。決勝でライリー・オペルカに敗れ、準優勝となった。大会後に世界ランキング45位を更新して、トップ50入りを果たした。同月のアカプルコでは1回戦で第2シードのアレクサンダー・ズベレフに初戦敗退。
3月のインディアンウェルズではカルバリェス・バエナ、カレン・ハチャノフらを下すと、3回戦で第5シードのステファノス・チチパスと対戦。1セット目はチチパスが取るも、2、3セット目を取り返し、トップ10相手に初勝利を挙げる。続く4回戦では第12シードのキャメロン・ノーリーに敗れ、ベスト16となった。年間最終ランキングは48位。

### 2023-2024年 出場停止処分
2023年1月、全豪オープンでは1回戦でクリストファー・オコネルを3-6, 6-2, 6-3, 6-3の逆転で破り、初戦突破。2回戦では当時世界ランキング3位かつ第2シードのキャスパー・ルードに6-3, 7-5, 6-7(4), 6-2で破り、グランドスラム初の3回戦進出。同時にトップ3選手からの初勝利となった。3回戦では同胞のトミー・ポール (テニス) に1-6, 4-6, 3-6のストレートで敗退。同年3月、手首の手術のため数ヶ月休養を取ることとなった。さらに7月にはドーピング検査で禁止薬物に陽性反応を示したことで2025年1月まで出場停止処分を受けた。
2024年2月にはスポーツ仲裁裁判所に異議を申し立てて、13ヶ月間に大幅に短縮され、2024年3月3日に競技復帰資格を得た。

### 2025年 ツアー初優勝
約2年ぶりにツアー復帰を果たし、1月の全豪オープンにはプロテクト・ランキングを活用して本戦から出場。1回戦では同胞の第4シードのテイラー・フリッツに2-6, 0-6, 3-6のストレートで初戦敗退となった。4月の全米男子クレーコート選手権では予選にワイルドカード（主催者推薦枠）で出場すると、世界ランキング507位から予選2試合を勝ち抜き本戦入り。準決勝で第1シードのトミー・ポール (テニス) を7-6(5), 3-6, 7-6(6)激闘の末にフルセットで破り、決勝進出を果たすとともに、1990年にATPツアーが創設されて以降、世界ランキング500位外からツアー大会決勝進出を果たした史上6人目の選手となった。決勝では第2シードのフランシス・ティアフォーを6-4, 6-2のストレートで破り、ツアー初タイトルを獲得した。大会後の4月7日付の世界ランキング更新で172位に浮上し、トップ200復帰をした。

## 人物
出典: 
- 名前の「ジェンソン」は父親がF-1のファンで、ジェンソン・バトンから名付けられた。
- 4歳のころからテニスを始めた。両親がジェンソンを学校に連れて行くのを待っている間、ガレージのドアにおもちゃのボールで壁打ちをしていたという。12歳からテニスに専念し、プロを目指すようになった。
- チームスポーツよりも、勝敗が自身の力のみで決定される個人スポーツを好む。
- 好きなテニス選手はラファエル・ナダル。
- 9歳からピアノを習っており、クラシック音楽を演奏することでリラックスできるという。現在も時折レッスンを受ける。また、ロック音楽も好んで聴く。
- バックハンドのスライスも両手で打つ特徴的な打ち方をする。

## ATPツアー決勝進出結果

### シングルス: 0勝2敗
| 大会カテゴリ                    |
| グランドスラム (0–0)            |
| ATPファイナルズ (0–0)           |
| ATPツアー・マスターズ1000 (0–0) |
| ATPツアー500 (0–0)              |
| ATPツアー250 (0–2)              |

| サーフェス別 |
| ハード (0–2) |
| クレー (0–0) |
| グラス (0–0) |

| 結果   | No. | 決勝日    | 大会         | サーフェス | 対戦相手             | スコア             |
| ------ | --- | --------- | ------------ | ---------- | -------------------- | ------------------ |
| 準優勝 | 1.  | 2021年7月 | ニューポート | ハード     | ケビン・アンダーソン | 6–7(8–10), 4–6     |
| 準優勝 | 2.  | 2022年2月 | ダラス       | ハード     | ライリー・オペルカ   | 6–7(5–7), 6-7(3-7) |

## 成績
略語の説明
| W | F | SF | QF | #R | RR | Q# | LQ | A | Z# | PO | G | S | B | NMS | P | NH |

W=優勝, F=準優勝, SF=ベスト4, QF=ベスト8, #R=#回戦敗退, RR=ラウンドロビン敗退, Q#=予選#回戦敗退, LQ=予選敗退, A=大会不参加, Z#=デビスカップ/BJKカップ地域ゾーン, PO=デビスカップ/BJKカッププレーオフ, G=オリンピック金メダル, S=オリンピック銀メダル, B=オリンピック銅メダル, NMS=マスターズシリーズから降格, P=開催延期, NH=開催なし.

### グランドスラム
| 大会           | 2018 | 2019 | 2020 | 2021 | 2022 | 通算成績 |
| -------------- | ---- | ---- | ---- | ---- | ---- | -------- |
| 全豪オープン   | A    | A    | A    | A    | A    | 0–0      |
| 全仏オープン   | A    | A    | A    | 1R   |      | 0–1      |
| ウィンブルドン | A    | A    | NH   | A    |      | 0–0      |
| 全米オープン   | 1R   | 2R   | A    | 4R   |      | 4-3      |
| 年別           | 0–1  | 1-1  | 0-0  | 3-2  | 0-0  | 4-4      |

### 大会最高成績
| 大会                 | 成績 | 年       |
| -------------------- | ---- | -------- |
| ATPファイナルズ      | A    | 出場なし |
| インディアンウェルズ | 4R   | 2022     |
| マイアミ             | 4R   | 2022     |
| モンテカルロ         | A    | 出場なし |
| マドリード           | 1R   | 2022     |
| ローマ               | 3R   | 2022     |
| カナダ               | 2R   | 2022     |
| シンシナティ         | 3R   | 2025     |
| 上海                 | A    | 出場なし |
| パリ                 | 1R   | 2021     |
| オリンピック         | A    | 出場なし |
| デビスカップ         | A    | 出場なし |

## ATPチャレンジャー・ITFワールドテニスツアー決勝

### シングルス: 6勝1敗
| 大会グレード別                   |
| -------------------------------- |
| ATPチャレンジャーツアー (3勝1敗) |
| ITFワールドテニスツアー (3勝0敗) |

| サーフェス別    |
| --------------- |
| ハード (5勝1敗) |
| クレー (1勝0敗) |
| グラス (0勝0敗) |

| 結果   | 勝-敗 | 日時      | 大会                     | サーフェス    | 対戦相手                           | スコア        |
| ------ | ----- | --------- | ------------------------ | ------------- | ---------------------------------- | ------------- |
| 優勝   | 1–0   | 2019年3月 | M25 ベーカーズフィールド | ハード        | アレクサンダー・ブキッチ           | 6–3, 6–1      |
| 優勝   | 2–0   | 2019年7月 | M25 シャンペーン         | ハード        | Oliver Crawford                    | 6–2, 6–1      |
| 優勝   | 3–0   | 2019年7月 | M25 ディケーター         | ハード        | サンティアゴ・ロドリゲス・タベルナ | 6–1, 6–4      |
| 優勝   | 4–0   | 2021年2月 | ポチェフストルーム       | ハード        | テイムラズ・ガバシビリ             | 2–6, 6–3, 6–0 |
| 準優勝 | 4–1   | 2021年3月 | クリーブランド           | ハード (屋内) | ビオーン・フラタンジェロ           | 5–7, 4–6      |
| 優勝   | 5–1   | 2021年4月 | オーランド               | ハード        | デニス・クドラ                     | 6–3, 6–3      |
| 優勝   | 6–1   | 2021年4月 | タラハシー               | クレー        | ビオーン・フラタンジェロ           | 6–3, 4–6, 6–3 |